# Sulfato de vanadila

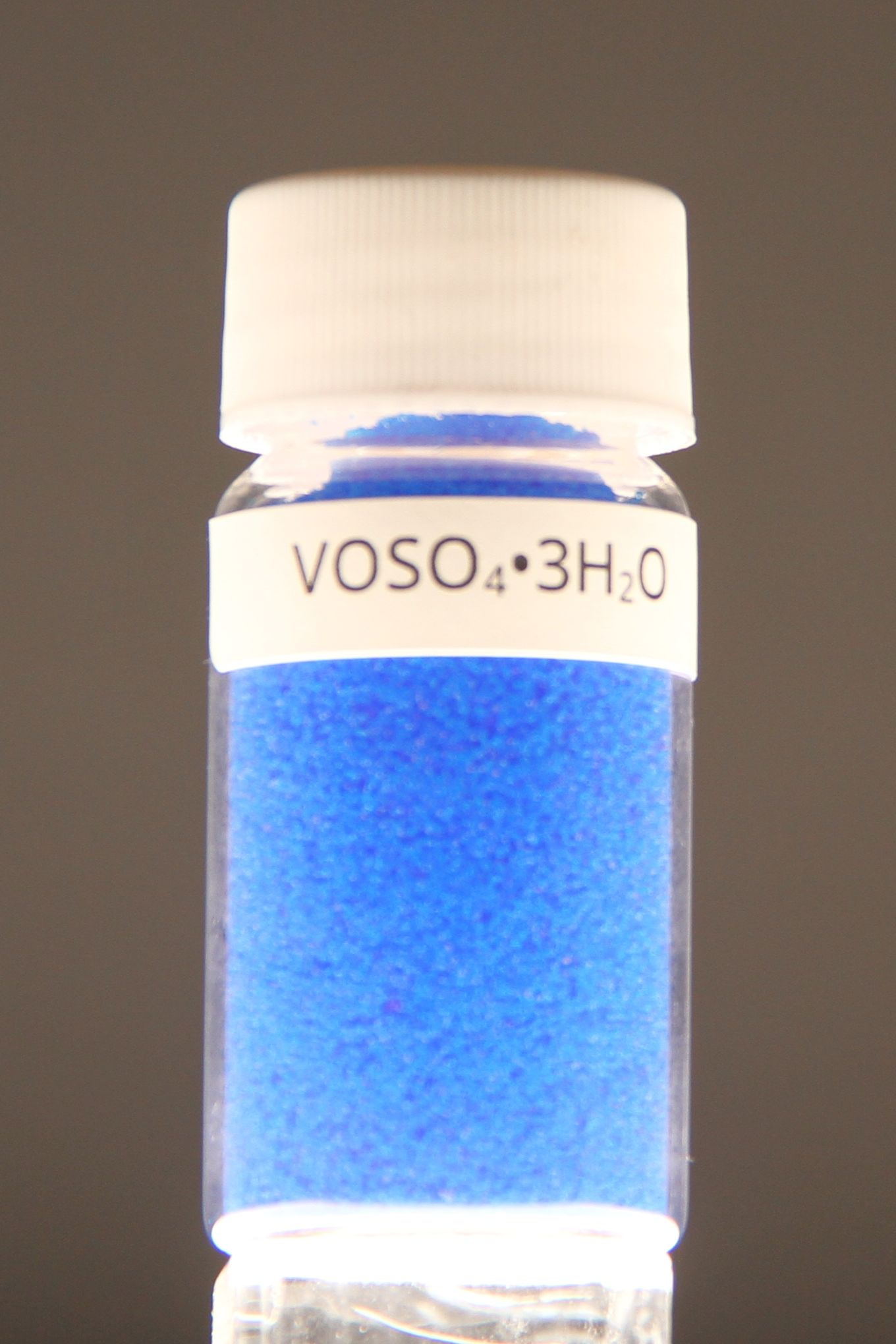
Sulfato de vanadila tri-hidratado

O sulfato de oxovanádio(IV), conhecido também pelo nome mais comum sulfato de vanadila, é um sal do elemento vanádio com a fórmula química VOSO
4
. Esse composto higroscópico de cor azul-escura é encontrado mais comumente na forma hidratada, com vários graus de hidratação: VOSO
4•xH
2O
, onde 0 ≤ x ≤ 6. O pentahidrato VOSO
4
•5H
2O
 é uma forma comum. Este composto é uma das fontes mais comuns de vanádio no laboratório, refletindo sua alta estabilidade. Ele apresenta o íon vanadila, VO2+
, que foi chamado de "íon diatômico mais estável".
O sulfato de vanadila é um intermediário na extração de vanádio de resíduos de petróleo, uma fonte comercial de vanádio.

## Síntese, Estrutura e Reações
O sulfato de vanadila é mais comumente obtido pela redução do pentóxido de vanádio com dióxido de enxofre:
V
2O
5 + 7H
2O + SO
2 + H
2SO
4 → 2[VO(H
2O)
4]SO
4
Da solução aquosa, o sal cristaliza como o penta-hidrato; a quinta água não está ligada ao metal no composto sólido. Visto como um complexo de coordenação, o íon é octaédrico, com um ligante oxo, quatro ligantes de água equatorial e um ligante sulfato monodentado. O tri-hidrato também foi examinado por cristalografia. Um hexa-hidrato existe abaixo de 13,6°C (286,8 K). Dois polimorfos de VOSO
4
 anidro são conhecidos.
A distância da ligação V=O é 160  pm, cerca de 50 pm mais curta que as ligações V–OH
2
. Em solução, o íon sulfato dissocia-se rapidamente.
Sendo amplamente disponível, o sulfato de vanadila é um precursor comum de outros derivados de vanádio, como o acetilacetonato de vanadila:
[VO(H
2O)
4]SO
4 + 2 C
5H
8O
2 + Na
2CO
3 → [VO(C
5H
7O
2)
2] + Na
2SO
4 + 5H
2O + CO
2''";
Em solução ácida, a oxidação do sulfato de vanadila produz derivados de vanádio(V) de coloração amarela. A redução, por exemplo, por zinco, produz derivados de vanádio(III) e vanádio(II), que são caracteristicamente verdes e violetas, respectivamente.

## Pesquisa médica
O sulfato de vanadila é um componente de suplementos alimentares e medicamentos experimentais. O sulfato de vanadila exibe efeitos semelhantes aos da insulina.
O sulfato de vanadila tem sido extensivamente estudado no campo da pesquisa sobre diabetes como um meio potencial de aumentar a sensibilidade à insulina . Nenhuma evidência indica que a suplementação oral de vanádio melhora o controle glicêmico. O tratamento com vanádio geralmente resulta em efeitos colaterais gastrointestinais, principalmente diarreia .
O sulfato de vanadila também é comercializado como um suplemento de saúde, geralmente para fisiculturismo. Deficiências em vanádio resultam em crescimento reduzido em ratos. Sua eficácia para fisiculturismo não foi comprovada; algumas evidências sugerem que os atletas que o tomam estão apenas experimentando um efeito placebo.

## Ocorrência natural
Como a maioria dos sulfatos solúveis em água, o sulfato de vanadila raramente é encontrado na natureza. A forma anidra é a pauflerita, um mineral de origem fumarólica . As formas hidratadas, também raras, incluem hexahidrato (stanleyita), pentahidratos (minasragrita, ortominasragrita, e anortominasragrita) e trihidrato - bobjonesita.